# Eusèbe de Nicomédie
Pour les articles homonymes, voir Eusèbe.
Eusèbe de Nicomédie, mort à Constantinople en 341, est une personnalité influente du christianisme ancien, qui jouit d'un grand crédit auprès des empereurs Constantin Ier et Constance II.
Élève de Lucien d'Antioche, professant un arianisme subordinatianiste homéen, il prend part aux querelles religieuses qui agitent les églises chrétiennes du IVe siècle en défendant le prêtre Arius. Évêque de Bérytos, de Nicomédie puis de Constantinople, c'est lui qui baptise l'empereur Constantin sur son lit de mort en 337.

## Biographie

### Les origines
La date et le lieu de naissance d'Eusèbe sont inconnus. On sait qu'il a été l'élève de Lucien d'Antioche, avec d'autres « colucianistes » au nombre desquels on compte le prêtre alexandrin Arius et Eusèbe de Césarée qui se réfèrent également à l'enseignement d'Origène. Il est vraisemblablement apparenté à un préfet du prétoire du nom de Julius Julianus.
Eusèbe est le premier évêque attesté de Berytos (Beyrouth) qui abrite à l'époque une école de droit réputée. Peu avant 318, estimant trop modeste son siège, il obtient son transfert à Nicomédie dont le siège épiscopal est devenu vacant et où réside alors l’empereur Licinius. Il y déploie une importante activité dans une ville dont la communauté chrétienne se relève énergiquement de la persécution de 303.

### Début de la crise arienne

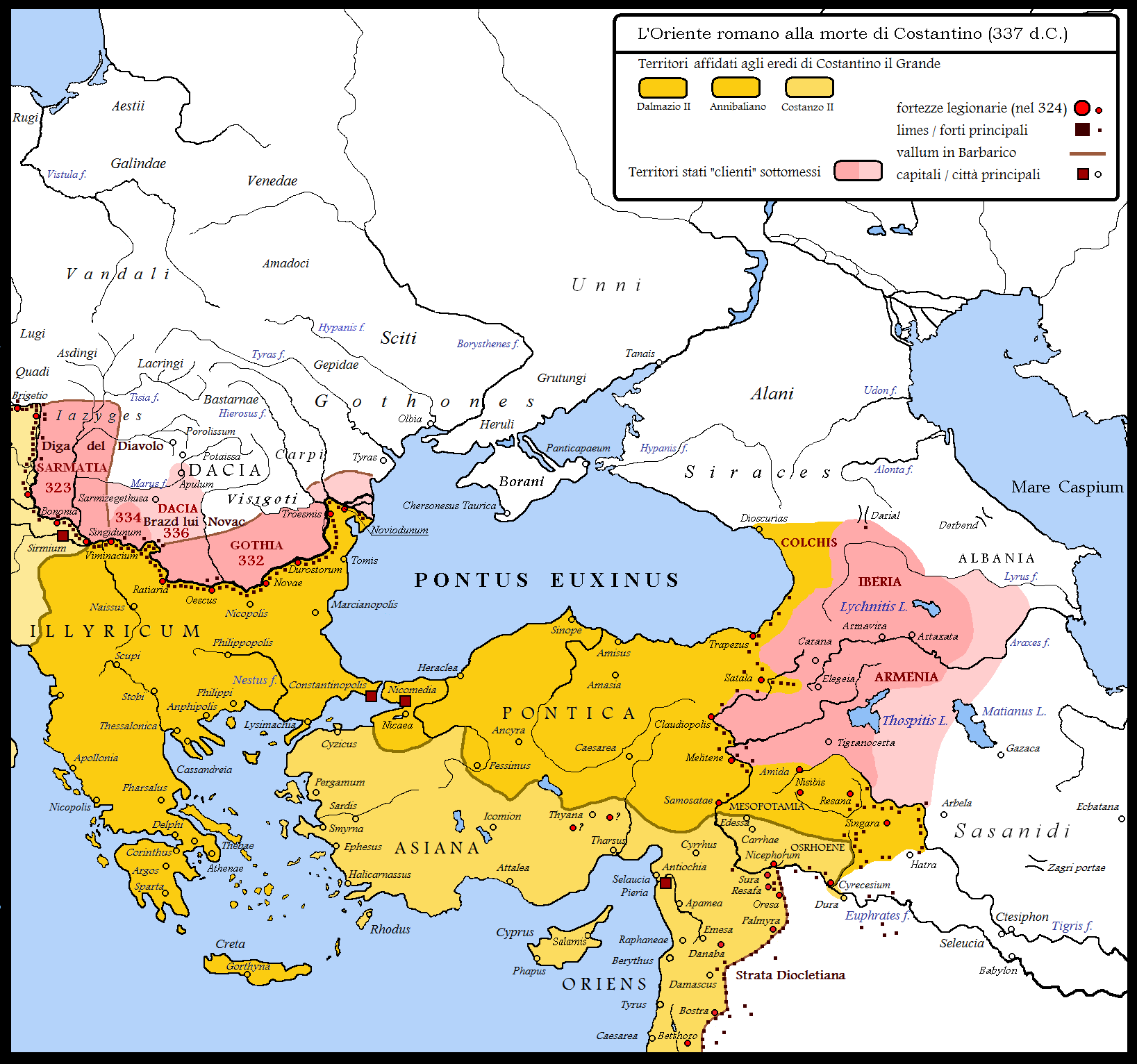
Limes Orientalis en 336

Quand éclate la crise arienne — peut être vers 318 et au plus tard en 323 —, il prend son ancien condisciple Arius sous sa protection, dont il reçoit la première lettre conservée au sujet de sa querelle théologique et disciplinaire avec Alexandre d'Alexandrie. Ce soutien provoque l'hostilité de ce dernier, qui a fait condamner et excommunier Arius et ses partisans lors d'un synode local en 321, et Eusèbe se retrouve accusé par Alexandre d'avoir abandonné son siège de Beyrouth contre la tradition de l'Église.
De son côté, Eusèbe initie une campagne de lettres hostiles à Alexandre qui, essayant de rallier le plus grand nombre de prélats possible à la profession de foi arienne, étend la portée de ce qui n'était jusqu'alors un conflit local à l’ensemble de l'Orient. Eusèbe convie un synode dans sa ville, réunissant des évêques de Bithynie, de Syrie et de Palestine qui valident la communion d'Arius et demande à l'évêque d'Alexandrie de faire de même, ce que celui-ci refuse évidemment, estimant son autorité épiscopale et la discipline ecclésiastique bafouées par son collègue : en effet, selon la tradition attestée par une disposition du concile d'Elvire, une sanction imposée par un prélat dans sa juridiction devait s'imposer à l'ensemble de la hiérarchie.

### Défaite de Nicée
À Nicomédie, Eusèbe s'est lié d'amitié avec l'épouse de Licinius, Constantia, demi-sœur de l'empereur Constantin. En 324, c'est Eusèbe qui accompagne celle-ci auprès de son demi-frère lorsqu'elle sollicite et obtient la grâce pour son époux Licinius, définitivement vaincu après la bataille de Chrysopolis. À partir de cette date, Nicomédie devient la capitale ad interim de Constantin ainsi que sa résidence principale jusqu'en 330.
En 325, à la recherche d'une solution d'apaisement et d'unité, Constantin confie à l'évêque occidental Ossius de Cordoue le soin de dénouer la crise arienne, essentiellement orientale : celui-ci convoque par cursus publicus une assemblée générale de l'ensemble de l'épiscopat qui se réunit en mai à Nicée, ville située à une cinquantaine de kilomètres de Nicomédie, permettant à l'empereur de contrôler facilement ce concile.
Au début des débats, Eusèbe lit une lettre qui expose sa doctrine subordinatianiste sur le Fils de Dieu : à la suite d'Arius qui affirme que le Père est l'unique vrai Dieu et que le Fils n'existait pas avant d'avoir été engendré, Eusèbe avance que le Fils n'est pas consubstantiel au Père ; or, si l'on prétend que le Fils est engendré et non créé, alors on soutient qu'il est consubstantiel au Père et que l'essence (en grec : ousia) de celui-ci est divisée en deux parties, ce que refuse d'envisager le parti arien.
Cette position est jugée blasphématoire par une majorité d'évêques présents et l'issue du concile est largement défavorable au parti arien. Les auteurs anciens ne s'accordent pas sur l'attitude d'Eusèbe dont on ne sait dire s'il a signé la profession de foi nicéenne autour duquel se rassemblent la majorité des évêques qui, entre autres décisions disciplinaires, confirment la condamnation d'Arius, à laquelle refuse de souscrire l'évêque de Nicodémie. L'opposition ou l'adhésion d'Eusèbe au credo de Nicée n'est néanmoins pas claire : même s'il semble être resté circonspect avec la consubstantialité nicéenne, ce dernier a pu défendre Arius sans pour autant partager l'ensemble de ses thèses.
Si Eusèbe ne fait pas partie des individus proscrits directement à l'issue du concile, la situation change à la fin de l'année 325 : l'empereur lance un ordre d'exil contre l'évêque, motivé non seulement par son soutien affiché à Arius et son indiscipline théologique mais aussi, vraisemblablement, par le soupçon de trahison politique dans la mesure où, intime de Constantia, il aurait pris, avec d'autres évêques de Bithynie, le parti de Licinius, par ailleurs exécuté avec son fils au printemps 325 par Constantin, en dépit de sa promesse. Exilé en Gaule avec son collègue Théognios de Nicée, Eusèbe est remplacé par un certain Amphion sur le siège épiscopal nicodémien.

### Prélat influent

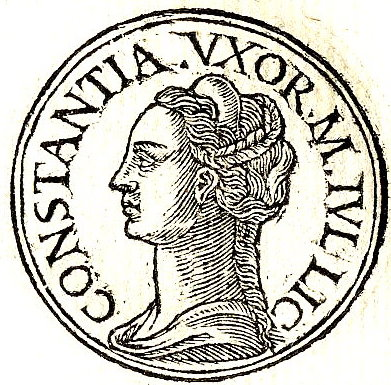
Flavia Julia Constantia

Au moment où le contexte politique se modifie avec la christianisation de l'Empire, Eusèbe incarne l'évolution du rôle des prélats chrétien qui, au-delà de leur rôle de guide des communautés, s'augmente d'une recherche d'influence auprès des autorités temporelles : sa proximité avec les milieux impériaux, combinée à une certaine habileté politique, va bientôt faire de l'évêque de Nicomédie un prélat puissant et influent.
Bien que défait à Nicée, le parti des ariens modérés — parfois qualifié d'« eusébiens », suivant une expression du successeur d'Alexandre d'Alexandrie, le jeune nicéen Athanase élu au siège épiscopal alexandrin en 328 — compte de puissants soutiens au sein du cercle impérial : Hélène, la mère de l'empereur, affiche sa dévotion pour Lucien d'Antioche tandis que Constantia conserve son amitié à Eusèbe. En outre, la décision de Nicée n’apaise pas les tensions et, peut-être à l'issue d'une « seconde session » du concile — dont l'existence, fondée sur une lettre des deux évêques exilés en Gaule, est débattue — Constantin infléchit sa position en amnistiant Arius dans un geste d’apaisement tentant de concilier les deux partis. Eusèbe et Théogonios profitent de l'occasion pour plaider leur cause en arguant que c'est à leur fidélité à Arius qu'ils doivent leur exil ; après avoir présenté à l'empereur une profession de foi jugée assez orthodoxe et bénéficié du soutien de Constantia, Eusèbe est réintégré dans ses fonctions en 328, après trois ans d'exil.
Rentré en grâce, il met son crédit retrouvé auprès de l'empereur au service du parti arien. Dès 329, Eusèbe obtient la déposition d'Eustathe d'Antioche, virulent opposant à Arius lors du concile de Nicée, et prend la tête en Asie Mineure de la réaction antinicéenne qui, usant de son influence auprès des autorités, multiplie les dépositions d'évêques du parti opposé.
Après la mort de Constantia vers 330, Jules Constance, demi-frère de Constantin, épouse une parente d'Eusèbe, fille de Julius Julianus, nommée Basilina. Le couple, qui à l'instar d'Eusèbe et de Constantia défend l'arianisme, donne naissance à Gallus et au futur empereur Julien dont, selon Ammien Marcellin, l'éducation religieuse aurait été confiée au prélat. Les eusébiens organisent différents synodes locaux pour asseoir leurs positions et Constantin, constamment sollicité par les différents partis et probablement conseillé par Eusèbe, convoque un nouveau concile de conciliation à Césarée de Palestine vers 334 auquel l'inflexible évêque nicéen Athanase refuse de se rendre. L'année suivante, l'empereur convoque alors, de manière plus impérieuse, un nouveau concile à Tyr au cours duquel le parti eusébien est soutenu par l'appareil d'état dans son opposition à l'évêque d'Alexandrie et à l'issue duquel ce dernier est déposé. Après un ultime débat contradictoire tenu à Constantinople en présence d'Eusèbe et de ses partisans, comme Eusèbe de Césarée, Ursace et Valens de Mursa, Athanase est exilé par Constantin à Trèves.

### Dernières années
En mai 337, peu avant la Pentecôte, Eusèbe administre le baptême à Constantin malade et revenu à Nicomédie pour finir ses jours, après que l'empereur se soit vêtu d'une tunique blanche et ait confessé ses fautes<.
L'évêque nicéen de Constantinople Alexandre Ier meurt peu après Constantin, engageant une lutte de succession entre le nicéen Paul et l'arien Macédonius, une situation dont Eusèbe tire profit pour s'installer sur le siège épiscopal de Constantinople avec l'appui de l'empereur Constance II, à une date incertaine située entre l'automne 337 et le début 339. Cette même année, Eusèbe préside un concile à Antioche, où séjourne Constance II, qui nomme l'eusébien Grégoire de Cappadoce à l'épiscopat d'Alexandrie où il se rend accompagné de troupes, contraignant Athanase à s'enfuir à Rome auprès du pape Jules Ier. À ce dernier, Eusèbe adresse une missive le priant d'accepter la nomination de Grégoire ainsi que les décisions du concile de Tyr de 335 ce à quoi le pape répond par la proposition d'un concile réunissant les antagonistes, ce que les eusébiens laissent pour lettre morte. Jules provoque donc un synode local qui rétablit Athanase et auquel les eusébiens répondent par un concile à Antioche, en 341, dit Concile de la Dédicace, dans une opposition qui accentue les divergences entre les Églises des deux parties de l'Empire.
Par ailleurs, c'est au cours de ces années qu'Eusèbe semble avoir noué des contacts avec les peuples gothiques des rives de la mer Noire, et consacre Wulfila — rencontré à l'occasion d'une ambassade à Constantinople ou à Antioche —  « évêque des Goths », probablement en 341. Eusèbe meurt probablement au cours de l'hiver 341-342, vraisemblablement à Constantinople.

### Postérité
À la mort d'Eusèbe, l'arianisme modéré « eusébien » semble avoir triomphé — au moins en Orient — et les sièges d'Antioche, d'Alexandrie et de Constantinople sont occupés par des évêques de cette tendance. Néanmoins, quelques décennies plus tard, le parti nicéen prend définitivement l'avantage ; le fait que ce soit un évêque « arien » qui ait présidé au baptême du premier empereur chrétien embarrasse dès lors les commentateurs chrétiens : ainsi, dès le Ve siècle, des Actes de Sylvestre inaugurent la légende selon laquelle Constantin a été baptisé à Rome par l'évêque Sylvestre Ier, une version apocryphe qui s'impose bientôt comme authentique. Celle-ci connait un grand succès et de nombreuses déclinaisons tant en Occident qu'en Orient et fait le lit d'un autre faux célèbre, la Donation de Constantin d'où Eusèbe de Nicomédie est définitivement absent.

## Œuvres
Pratiquement aucun des écrits d'Eusèbe de Nicomédie ne nous est parvenu, à l'exception de quelques lettres reproduites par les historiographes ecclésiastiques Socrate le Scolastique, Sozoméne et Théodoret de Cyr. Elles sont rassemblées dans le deuxième volume de la Clavis Patrum Græcorum, 2045-2056.